# Les Aventures de Sonic
Ne doit pas être confondu avec Sonic the Hedgehog (série télévisée d'animation).
Sonic Le Hérisson
Les Aventures de Sonic (1993 (FR)-1995 (ÉU)aussi appelée Les Aventures de Sonic, série 1, est une série d'animation américaine en 65 épisodes de 22 minutes et un épisode spécial, créée d'après les jeux vidéo Sonic. La série d'animation est diffusée en France  et les pays Francophone en 1993. Aux États-Unis, elle a été diffusée entre 23 janvier 1995 et le 21 juin 1996 dans l'émission À tout Spip sur TF1 et a partir du 20 mai 2023 sur Gulli.

## Synopsis
Dans sa forteresse perchée sur le mont Mobius, le Dr Ivo Robotnik, un génie scientifique de premier plan, caresse le rêve de devenir le maître de la planète Mobius. Il se retrouve sans cesse confronté à Sonic, le hérisson bleu le plus rapide du monde, et à son acolyte de renard à double queue, Miles « Tails » Prower. La série se fera donc en épisodes sans lien (sauf pour quelques-uns, notamment la saga des Émeraudes du Chaos) où le vil et incompétent Robotnik, flanqué de ses trois larbins que sont Scratch, Grounder, et Coconuts, tentera à l'aide de machines et de robots tous plus étranges et terribles les uns que les autres de conquérir Mobius et de se débarrasser des deux protagonistes une bonne fois pour toutes. 
La série a été créée d'après les jeux vidéo Sonic,. Les épisodes terminent généralement avec un segment appelé « Sonic va vous parler » (Sonic Says) à l'exception de l'épisode spécial Noël ; ces segments ont été écrits par Phil Harnage.

## Personnages
- Sonic : un hérisson bleu de 11 ans (dans le dessin animé) pouvant se déplacer à une vitesse incroyable, il erre sur la planète Mobius et porte assistance à la veuve et à l'orphelin. Il voue une adoration particulière aux hot-dogs à la sauce chili et ne rate pas une occasion de tourner le Dr Robotnik en ridicule. Sa phrase fétiche est : « J'ai failli atteeeeendre. » (« I'm waitiiiiing. » en VO)

- Miles « Tails » Prower : un renardeau abandonné à la naissance, tombe littéralement sur Sonic qui l'adoptera. De par son jeune âge de 4 ans, il est assez naïf et est souvent l'objet des pièges de Robotnik ; mais dans certains épisodes, il sauve la vie de Sonic. Il peut voler en faisant tournoyer ses deux queues telle une hélice.

- Dr Ivo Robotnik : génie machiavélique et incompétent, il n'a de cesse de vouloir dominer le monde à l'aide de plans bien pensés ou assez farfelus. Grand expert en robotique, il crée tout au long de la série un arsenal de robots et de machines assez impressionnants mais qui finissent généralement à la casse à cause de Sonic et Tails. Il est très attaché à son véhicule personnel, l'Egg-O-Matic, dans lequel il se déplace à chaque sortie de sa forteresse. Concernant son pire ennemi, sa phrase fétiche est : « Je hais ce hérisson ! » (« I hate that Hedgehog! » en VO)

- Scratch : premier né de la Section spéciale super secrète sabotage Sonic, il a l'apparence d'un poulet au rictus prononcé. Il est le « cerveau » du duo, même si son niveau intellectuel est proche de celui de son compère. Avec Grounder, ils sont un peu ce que sont Laurel et Hardy.

- Grounder : membre de la S.S.S.S.S.S., il est censé être le clone de Scratch ; à la suite d'une erreur de levier, il apparaît comme un robot monté sur chenilles. Il possède en son sein une multitude d'accessoires et d'équipements et est d'un naturel stupide. Un gag récurrent implique son nez en forme de cône qu'il perd à plusieurs reprises et qui est même le thème d'un épisode.

- Coconuts : favori de Robotnik avant la création de Scratch et Grounder, il est relégué au nettoyage mais n'a de cesse de vouloir éliminer Sonic et Tails pour regagner l'estime de son créateur. Profiteur et traître, il n'hésite pas à voler des inventions/plans à Grounder et Scratch voire à Robotnik lui-même pour arriver à ses fins.

La princesse Sally Acorn, héroïne de la seconde série ainsi que des comics Archie fait une apparition muette et de couleur rose au cheveux marron/bordeaux, alors que la version SatAM est marron et cheveux roux, dans l'épisode spécial Noël : Le père Noël est une doublure. Ils n'existent pas dans le jeu vidéo.

## Fiche technique
- Titre original : Adventures of Sonic the Hedgehog
- Titre français : Les Aventures de Sonic
- Création : Louis Gassin, Raymond de Thiebert
- Réalisation : Kent Butterworth
- Scénario : Kent Butterworth, Phil Harnage, Bruce Shelly, Reed Shelly
- Direction artistique : Chris Bartleman, Blair Peters, John Wong, Charlie Bean
- Animation : Rainbow Animation Group, Hong Ying Animation, Saeron, Tokyo Movie Shinsha
- Musique : Reed Robbins, Mark Simon
  - Générique français interprété par Alexis Tomassian
- Production : Kent Butterworth, Kent W. Meredith
- Sociétés de production : DIC Animation City, Inc., Bohbot Entertainment, Sega of America, Inc.
- Sociétés de distribution : Bohbot Entertainment et DIC Entertainment (États-Unis), Silvio Berlusconi Communications (Europe), ABC Distribution Company (International hors Europe)
- Pays : États-Unis / Japon
- Langue : Anglais
- Format : Couleurs, 35 mm, 1,33:1, son stéréo
- Nombre d'épisodes : 65 + 1 épisode spécial
- Durée : 22 minutes

## Épisodes
1. Section spéciale secrète super sabotage Sonic (Super Special Sonic Search and Smash Squad)
2. Sonic souterrain (Subterranean Sonic)
3. Romantique Sonic (Lovesick Sonic)
4. Ralenti Sonic (Slowwww Going)
5. Sonic pair et gagne (High Stakes Sonic)
6. Sonic en prison (Sonic Breakout)
7. Tails fait une fugue (Trail of the Missing Tails)
8. Rencontre avec un prince (Close Encounter of the Sonic Kind)
9. Maman Robotnik (Momma Robotnik's Birthday)
10. Boum Boum recherche Papa (Big Daddy)
11. La Chanson de Sonic (Sonic's Song)
12. Vendeur de mon état (Birth of a Salesman)
13. La Meule de foin ambulante (Best Hedgehog)
14. Robotnik Express (The Robotnik Express)
15. Le Petit Géant (Too Tall Tails)
16. Le Nouveau Foyer de Tails (Tails' New Home)
17. Capitaine Rescousse (Over the Hill Hero)
18. Héros du soir, espoir (Blank-Headed Eagle)
19. Élémentaire mon cher Sonic (The Mystery of the Missing Hi-Tops)
20. Globule (So Long Sucker)
21. Sonic part à la casse (Sonic Gets Thrashed)
22. Pseudo Sonic (Pseudo Sonic)
23. Grounder le génie (Grounder the Genius)
24. Le Renard et les Robots (Tails in Charge)
25. Tu gèles (Sno Problem)
26. Le Surfer de Petite Bulle (Submerged Sonic)
27. Mandibule (Boogey-Mania)
28. Cure de jouvence (Musta Been a Beautiful Baby)
29. Robotnik Junior (Robotnik Jr.)
30. Le Chewing-gum magique (Full-Tilt Tails)
31. Mac Tapeur (MacHopper)
32. Maman Botnik (Momma Robotnik Returns)
33. Sonic spatial (Spaceman Sonic)
34. Les Grands Ours (Mad Mike, Da Bear Warrior)
35. Dernier Recours (The Last Resort)
36. Le Rival (Robotnik's Rival)
37. Magic Sonic (The Magic Hassle)
38. La Femme de Robotnik (Sonic the Matchmaker)
39. Quand Tails s'emmêle ! (Tails Prevails)
40. Condamné aux travaux forcés (Zoobotnik)
41. Mobius force 3 (Attack on Pinball Fortress)
42. Les Trois Travaux de Sonic (Mass Transit Trouble)
43. L'Entraîneur (Coachnik)
44. Le Gang des robots (Untouchable Sonic)
45. C'est un oiseau, c'est un avion: Non, c'est Super Robotnik (Super Robotnik)
46. Robolympiades (Robolympics)
47. Sonic le magnifique (Magnificent Sonic)
48. Les Émeraudes de Chaos (Blackbot the Pirate)
49. Chevalier de la Table basse (Hedgehog of the "Hound" Table)
50. Pharaon et Momies (Robotnik's Pyramid Scheme)
51. Histoire et préhistoire (Prehistoric Sonic)
52. Un baby-sitting éprouvant (Baby Sitter Jitters)
53. Chérie, j'ai rétréci le hérisson (Honey, I Shrunk the Hedgehog)
54. Robotnikland (Robotnikland)
55. Le Grand Prix de Mobius (The Mobius 5000)
56. La Petite Siresonne (The Little Merhog)
57. S.O.S. pollen (Road Hog)
58. Le Robot des robots (The Robot's Robot)
59. Le Temple maudit (Tails' Tale)
60. Le Héros de l'année (Hero of The Year)
61. Le Pic Pocket (Fast and Easy)
62. Comment vivent les gens malhonnêtes (Lifestyles of the Sick and Twisted)
63. La Course aux élections (Sonic is Running)
64. Les Robots ninjas (Robo-Ninjas)
65. Il était une fois… (Sonically Ever After)

Épisode spécial
- Le père Noël est une doublure (Sonic Christmas Blast)

### Diffusions internationales
La série a été diffusée aux États-Unis en 1993, les après-midi de la semaine. USA Network rediffuse les épisodes originaux de la série aux États-Unis de 1994 à 1996 (avec un spécial Noël supplémentaire commandé par Sega pour être produit pour la saison de Noël 1996 pour coïncider avec la sortie de Sonic 3D: Flickies' Island). La série est ensuite retournée en syndication dans le cadre du bloc BKN de 1997 à 1998, et plus tard BKN Kids II de 1999 à 2000. Toon Disney commencera à diffuser la série en septembre 1998, et la diffuse sur la chaîne jusqu'en 2002. This TV a ensuite diffusé les 13 premiers épisodes de la série de 2010 à 2011 sur son bloc Cookie Jar Toons. La série était également disponible sur Netflix, contenant les 20 épisodes. En Australie, l'émission a été rediffusée le samedi matin sur Network Ten dans le cadre de Cheez TV de 1993 à 1999, et a également été diffusée sur Nick Jr. et Disney Channel.
Au Royaume-Uni, la série a été diffusée sur Channel 4 la même année le dimanche matin à 9 h 0, mais avec les segments « Sonic va vous parler » supprimés. Ils ont également été supprimés sur The Children's Channel et sur les versions VHS de la série au Royaume-Uni. Les segments ont été conservés dans les diffusions matinales en semaine en Australie sur Seven Network dans le cadre de Agro's Cartoon Connection. La série d'animation a été diffusé en Irlande sur RTÉ Two du 12 septembre à décembre 1994 les après-midi en semaine avec les segments conservés également.
En France, la série est diffusée entre le 23 janvier 1995 et le 21 juin 1996 dans l'émission A tout' Spip sur TF1. Le générique de début de la version française est chanté par le doubleur et acteur Alexis Tomassian. La série est rediffusée dans le pays sur TF1 entre le 19 mars 1997 et le 18 juin 1997 dans l'émission Salut les Toons , entre le 3 septembre 1997 et le 29 décembre 1999 dans TF! Mercredi et du 10 septembre 1997 au 2 novembre 1998 dans TF! Jeunesse. En mai 2011, la chaîne Mangas annonce la rediffusion de la série, qui se fera du 2 juin 2011 au 1er janvier 2012. Et le 20 mai 2023 la série est diffusée sur Gulli dans l’émission Code Aventure.

En Italie, l'émission a été diffusée sur Italia 1 puis rediffusée sur K2 et Frisbee en 2010 sous le titre Le Avventure di Sonic. En Espagne, l'émission a été diffusée sur Telecinco. Au Brésil, l'émission a été diffusée en janvier 1996, sur Rede Globo dans le bloc TV Colosso. Seuls les 22 premiers épisodes sur 65 ont été diffusés en portugais brésilien, ainsi que le spécial Noël. La série a également été diffusée en Suède sur TV3, au Portugal sur SIC, aux Pays-Bas sur RTL 4, en Allemagne sur Kabel 1 et RTL II et en 2000 dans les pays arabes sur Spacetoon et Qatar Television. La série a également été diffusée sur KidsCo, comme de nombreux autres séries d'animation produits par DIC.

## Distribution

### Voix originales
- Jaleel White : Sonic the Hedgehog (Sonic le Hérisson)
- Christopher Stephen Welch : Miles « Tails » Prower
- Long John Baldry : Dr Robotnik
- Phil Hayes : Scratch
- Garry Chalk : Grounder
- Ian James Corlett : Coconuts

### Voix françaises
- Olivier Korol : Sonic le hérisson
- Françoise Blanchard : Miles « Tails » Prower
- Patrice Baudrier : Dr Robotnik, Scratch, voix additionnelles
- Marc Bretonnière : Grounder, Coconuts, Dragon Breath (dans l'épisode: Section spéciale secrète super sabotage Sonic), voix additionnelles
- Thierry Mercier : Cousin Wootnik (dans l'épisode: Tails fait une fugue), voix additionnelles
- Patricia Legrand : Le petit garçon (dans l'épisode spécial: Le père Noël est une doublure)
- Alexis Tomassian : Le générique

## Accueil
La série Les Aventures de Sonic a reçu un accueil mitigé. Randy Miller III de DVD Talk déclare : « Bien qu'il soit évident que les Aventures de Sonic le hérisson [sic] ne seront jamais mentionnées dans la même phrase que Disney, Pixar ou Studio Ghibli (à l'exception de celle-ci), il y a suffisamment d'humour loufoque ici pour divertir n'importe quel résident de l'ère des jeux vidéo 16 bits ». Michael Rubino de DVD Verdict reproche à la série d'être datée, artificielle et truffée de blagues sur les hot-dogs. GamesRadar classe la série parmi « les pires choses qui soient arrivées à Sonic ». Il commente qu'elle « faisait ressembler Ren et Stimpy à un opus d'animation rigide, strictement axé sur l'histoire », et critique les seconds rôles comme étant « totalement inintéressants, pas drôles et tout simplement ennuyeux ». Emily Ashby de Common Sense Media donne à la série une note globale de 3/5 et a noté que bien que le rythme de la série soit « effréné », « la série met l'accent sur des thèmes positifs pour les enfants concernant la sécurité personnelle et les relations interpersonnelles ». 
Bob Mackey, de USGamer, écrit que « les tentatives de la série d'imiter Looney Tunes et Ren et Stimpy se sont heurtées à l'absence de contrôle de la qualité qui caractérise généralement les séries syndiquées de 65 épisodes », et que « le slapstick rapide et dépendant du timing sur lequel s'appuie Adventures n'a jamais eu la moindre chance face aux ateliers d'animation auxquels DIC a régulièrement recours pour produire son offre quasi inépuisable de contenu télévisé ». Ian Flynn, scénariste de la série de bandes dessinées Sonic the Hedgehog d'Archie Comics, fait remarquer que Les Aventures de Sonic était la série la plus proche de « Sonic », bien qu'elle ait « échoué sur les détails », mais il a observé que les gags de la série étaient « polarisants » et que les personnages invités « allaient de tropes fatigués (Breezie) à des imitations de Saturday Night Live (Da Bears) ». Pierre DeCelles, qui a travaillé sur l'émission en tant que directeur principal de l'animation au studio d'animation Hong Ying, a décrit l'émission comme « amusante et humoristique ».
Dans les années 2000 à la suite de la démocratisation d'internet, la série fut très utilisée comme source principale pour les YouTube Poops, un sous-genre des vidéos Youtube parodique et absurde, pour sa piètre qualité d'écriture et d'animation comme Hotel Mario ou Link: The Faces of Evil. Une phrase mal compris dans l'épisode "Mandibule" SnooPING AS usual i see à fait naître le mème Pingas (argot espagnol pour pénis) selon Know Your Meme, il serait l'un des mèmes des plus connue de la communauté Sonic.

## Médias

### VHS et DVD
La série est distribuée au format VHS en 1995 en France par Sony.
Le 6 septembre 2010, Déclic Images annonce la sortie de 2 coffrets de 4 DVD entièrement en langue française. Ils seront suivis par les 2 derniers coffrets disponibles depuis le 3 mai 2011. L'intégrale de la série en 65 épisodes est contenue dans ces coffrets. L'épisode hors-série no 66 Le Père Noël est une doublure n'est pas inclus dans ces coffrets, mais il est disponible à l'unité dans un DVD intitulé La Course de Noël.

### Jeu vidéo
Un jeu vidéo pour Sega Mega Drive, Game Gear et Master System a également été tiré de cette série entre 1993 et 1994, intitulé Dr. Robotnik's Mean Bean Machine. Il s'agit d'une version modifiée du puzzle japonais Puyo Puyo,. Dans ce jeu, le Dr Robotnik, afin de s'assurer qu'il n'y a plus de plaisir sur la planète Mobius, décide de kidnapper les habitants d'une ville et de les transformer tous en esclaves robotiques à l'aide d'une machine robotique géante appelée la Mean Bean-Steaming Machine (d'où le nom du jeu). Le but du joueur est de libérer les habitants robotiques en battant tous les sbires robotiques du docteur maléfique un par un jusqu'à la confrontation finale avec lui en personne.